# IC 899
IC 899 ist eine elliptische Galaxie vom Hubble-Typ E0 im Sternbild Jungfrau auf der Ekliptik. Sie ist schätzungsweise 286 Millionen Lichtjahre von der Milchstraße entfernt und hat einen Durchmesser von etwa 40.000 Lichtjahren.
Im selben Himmelsareal befinden sich u. a. die Galaxien NGC 5130, NGC 5203, NGC 5232, NGC 5241.
Das Objekt wurde am 10. Juni 1893 vom französischen Astronomen Stéphane Javelle entdeckt.